# Vincenzo Rotolo
Vincenzo Rotolo (1931) è un grecista e bizantinista italiano, professore emerito di neogreco all'Università degli Studi di Palermo.

## Biografia
Vincenzo Rotolo ha studiato greco e neogreco presso l'Università di Palermo, dove ebbe come docente Bruno Lavagnini, ottenendo la laurea nel 1954. Sotto invito di Bruno Lavagnini, incaricato all'epoca di costituire l'Istituto Italiano di Cultura ad Atene, studiò prima a Salonicco per un anno, in particolare sotto Ioannis Kakridis, Linos Politis ed Emmanuel Kriaras, per poi andare ad Atene, dove insegnò Lingua e Letteratura Italiana dal 1958 al 1964 presso l'Università Nazionale Capodistriana di Atene. In questi anni, Rotolo conobbe la maggior parte dei grandi scrittori greci come Takis Papatsonis, Giorgos Seferis, Odysseas Elytis, Giannis Ritsos, Nikiforos Vrettakos, Stratis Myrivilis, Ilias Venezis e Angelos Terzakis. Dopo il suo ritorno dalla Grecia, Rotolo ha insegnato inizialmente presso il Liceo Vittorio Emmanuele II di Palermo e poi divenne docente di studi neogreci presso l'Università di Palermo. Strinse una stretta amicizia con lo scrittore greco Nikiforos Vrettakos, già conosciuto in Grecia e all'epoca stabilitosi a Palermo su invito di Bruno Lavagnini durante la dittatura dei Colonnelli. Insieme, collaborarono allo sviluppo di un dizionario neogreco-italiano, che Rotolo autopubblicò in seguito.
Dal 1991, Rotolo è socio corrispondente dell'Accademia di Atene ed è l'attuale presidente dell'Istituto Siciliano di Studi Bizantini e Neoellenici. È anche il fondatore della rivista Pagine di letteratura neogreca ed è membro del comitato editoriale del Modern Greek Studies Yearbook.

## Ambiti di ricerca
Nel campo degli studi greci e bizantini, Rotolo ha lavorato sugli antichi pantomimi e ha tradotto La Espugnazione di Tessalonica di Eustazio di Tessalonica. Nel campo degli studi neogreci, è autore di varie pubblicazioni di rilievo riguardo alla poesia greca moderna, ad Adamantios Korais e la questione della lingua greca, e ai dialetti greci parlati in Puglia e Calabria, il grico e il greko rispettivamente. Gli autori contemporanei che Rotolo ha fatto conoscere in Italia, e non solo, attraverso le sue traduzioni comprendono, oltre a Nikiforos Vrettakos, Odysseas Elytis, Giannis Ritsos, Kostoula Mitropoulou e Kostas Stergiopoulos. Oggetto della sua ricerca è stato anche il carme Hellas del bibliotecario, filologo e teologo Leone Allacci del XVII secolo.

## Pubblicazioni
- Il pantomimo. Studio e testi. Presso l'Accademia, Palermo 1957 (Quaderni dello Istituto di filologia greca dell'Università di Palermo, vol. 1).
- Eustazio di Tessalonica: La espugnazione di Tessalonica. Testo critico, introduzione, annotazioni di Stilpon Kyriakidis. Proemio di Bruno Lavagnini, versione italiana di Vincenzo Rotolo. Palermo 1961 (Istituto Siciliano di Studi Bizantini e Neoellenici).
- A. Korais e la questione della lingua in Grecia. Presso l'Accademia, Palermo 1965 (Quaderni dell'Istituto di filologia greca dell'Università di Palermo).
- Leone Allacci, Il carme "Hellas". A cura di Vincenzo Rotolo. Mori, Palermo 1966.
- Odysseas Elytis, 21 poesie. Traduzione di Vincenzo Rotolo. Istituto Siciliano di Studi Bizantini e Neoellenici, Palermo 1968.
- Kostoula Metropoulou, Cronaca dei tre giorni. La rivolta del Politecnico di Atene. Traduzione di Vincenzo Rotolo. Sellerio, Palermo 1975. (Titolo dell'originale: Το χρονικό των τριών ημερών)
- The 'Heroic and Elegiac Song for the Lost Second Lieutenant of the Albanian Campaign'. The Transition from the Early to the Later Elytis, in: Odysseus Elytis. Analogies of Light. A cura di Ivar Ivask. University of Oklahoma Press 1975, pp. 75-79; anche in: Books Abroad, Vol. 49, No. 4 (autunno 1975), pp. 690-695.
- Dizionario Greco Moderno - Italiano (ed.). Gei, Roma 1993. (Il progetto di questo dizionario è stato avviato da Bruno Lavagnini, morto un anno prima della sua pubblicazione).
- Giornate di studio sull'opera di Bruno Lavagnini. Palermo, 7-8 maggio 1993. Atti (ed. con Gennaro D'Ippolito, Salvatore Nicosia). Palermo 1995 (Quaderni dell'Istituto di Filologia greca dell'Università di Palermo, 22).
- Kostas Stergiopoulos, Lucentezza del Giorno. Poesia scelte e tradotte a cura di Vincenzo Rotolo. Salvatore Sciascia Editore, Caltanissetta, 2000. Recensione di Gabriella Macrì:  online, su unisi.it. URL consultato il 30 settembre 2021 (archiviato dall'url originale il 26 marzo 2017). .
- Neogreco, Grico e Grecanico. Il problema dell'insegnamento, in: I Fonì Dikìma. Anno II, settembre 2007, p. 5-7 .
- Scritti sulla lingua greca antica e moderna. A cura di Renata Lavagnini. Università di Palermo, Facoltà di Lettere e Filosofia, Palermo 2009 (Annali della Facolta di lettere e filosofia dell'Università di Palermo. Studi e ricerche, Volume 46).